# Henry Thomas Colebrooke
Henry Thomas Colebrooke, né le 15 juin 1765 à Londres où il est mort le 10 mars 1837, est un magistrat, indianiste et botaniste britannique.

## Biographie
Il exerce comme magistrat en Inde de 1783 à 1815. Spécialiste du sanskrit, il fournit les noms orientaux à William Roxburgh (1759-1815) pour sa Flora Indica (1820 à 1832, parties xi à xiv). Il récolte des spécimens à Sylhet et envoie des plantes et des dessins à William Jackson Hooker (1785-1865) et à Aylmer Bourke Lambert (1761-1842).
Directeur de la Royal Asiatic Society, il devient également membre de la Royal Society et de la Linnean Society of London en 1836. Il est élu associé étranger de l'Académie des inscriptions et belles-lettres en 1832.
James Edward Smith (1759-1828) lui dédie en 1806 le genre Colebrookea de la famille des Labiatae.

## Principales publications
- Remarks on the Husbandry and Commerce of Bengal (1795)
- Essay on the Vedas (1805)
- A Grammar of the Sanscrit Language (1805)
- Kosha, Or Dictionary of the Sanscrit Language by Umura Singha with an English Interpretation and Annotations by H.T. Colebrooke (1807, 1891)
- Algebra with arithmetic and mensuration from the Sanskrit of Brahmegupta and Bhascara (1817)
- Description of select Indian Plants (1818)
- Miscellaneous Essays (1837)
- The Sánkhya káriká, or Memorial verses on the Sánkhya philosophy (1837)
- On the Religion and Philosophy of the Hindus (1858)
- Essays on the religion and philosophy of the Hindus (1858)

## Source
- Ray Desmond (1994). Dictionary of British and Irish Botanists and Horticulturists includins Plant Collectors, Flower Painters and Garden Designers. Taylor & Francis and The Natural History Museum (Londres).